# Die Wilde von Beverly Hills
Die Wilde von Beverly Hills ist eine US-amerikanische Filmkomödie aus dem Jahr 1989.

## Handlung
Die in Scheidung lebende Phyllis Nefler will endlich einmal in ihrem Leben etwas, was sie angefangen hat, auch zu Ende bringen, weswegen sie vorhat, als Gruppenführerin der Pfadfinder-Gruppe ihrer Tochter Hannah nicht zu scheitern. Ursprünglich wollte sie nur ihrer Tochter nahe sein, doch da ihr Noch-Ehemann Freddy an ihr zweifelt, fühlt sie sich herausgefordert mit all den anderen Töchtern von Autoren, Schauspielern, Filmemachern und Schönheitschirurgen, eine waschechte Gruppe von Wilderness Girls zu werden. Doch ihr Luxus verwöhntes Leben kennt keine Natur, sondern nur die Schönheitssalons und Boutiquen von Beverly Hills. Daher fällt der erste Campingausflug auch ins Wasser, nachdem sie nicht weiß, wie man sich bei Regen zu verhalten hat. Es kommt sogar noch schlimmer, denn nicht nur die von Neid und Ehrgeiz zerfressene Gruppenführerin der Rotfedern, Velda Plendor, versucht die Gruppe zum Aufgeben zu zwingen, die anderen Gruppen und Mädchen sehen in der Beverly-Hills-Gruppe auch noch eine Schande für ihren guten Ruf. Denn sie wissen nichts über die Natur und haben keinerlei Abzeichen. 
Das lässt Phyllis nicht lange auf sich sitzen und so zeigt sie den Mädchen den Dschungel von Beverly Hills, bestehend aus Schönheitssalons, Juwelieren, Sportkursen und anderen Events. Nach und nach schaffen sie so immer mehr Abzeichen, die den Mädchen beweisen, dass sie etwas können. Diese Erfahrungen nützen ihr auch, als sie beim anschließenden Wettbewerb des Kekseverkaufens anstatt der 2000 angedachten mit 4732 verkauften Packungen eine große Überraschung landet. Es waren die kreativen Einsätze von Phyllis, wie etwa die Modeschauen und Kinderkonzerte, die zu diesem Erfolg führten und nun Freddy beeindrucken. Aber die Schmähungen Plendors und der Rotfedern hören trotzdem nicht auf.
Also fühlen sich die Mädchen von Beverly Hills herausgefordert am 60th Wilderness Jamboree, einem Wettbewerb über das Überleben in der Natur, teilzunehmen. Da die Rotfedern die Streckenführung sabotieren, verlaufen sich aber Phyllis und die Mädchen. Erst als sie vor einer Schlange und einem Stinktier flüchten, schaffen sie es durch Zufall den Wettbewerb in sechs Stunden und 28 Minuten zu gewinnen. Am nächsten Tag werden sie wieder Opfer der Rotfedern, die eine Brücke über eine kleine Schlucht zerstören. Die Phyllis und die Mädchen schaffen es dennoch, die Schlucht zu überqueren, und retten dabei Plendor, die mit einem gebrochenen Knöchel von ihren Rotfedern zurückgelassen wurde, damit sie den Wettbewerb gewinnen können. Doch stattdessen müssen die Rotfedern eine Disqualifikation erleiden, da sie ohne ihre Gruppenführerin im Ziel erschienen sind, wodurch die Mädchen und Phyllis aus Beverly Hills zu den Siegern gekürt werden.

## Kritik
In der Chicago Sun-Times wunderte sich Roger Ebert, dass der Film „keine Satire sei“, sondern auch noch „Herz [...] und eine moralische Botschaft hätte“. Er sah das verschenkte Potential, denn „Regisseure wie Paul Mazursky und Robert Altman [...] hätten den Film als Schauplatz für ein satirisches Fest genutzt.“
Janet Maslin kritisiert in der New York Times, dass der Film „nur aus einer Idee besteht, die nicht einmal neu [und] im Geiste wie der Film Schütze Benjamin sei.“ Obwohl der Film voraussehbar sei, ist es die „unermüdliche Shelly Long, die anfangs mit ihrem unverschämten Verhalten einen Zauber schaffe“, der unterhalte.
Das Lexikon des internationalen Films meinte, dass es sich bei dem Film um ein „naives soziales Märchen mit schwachen satirischen Spitzen gegen die "Schicki-Micki"-Welt, zurechtgezimmert als Vehikel für die Komödiantin Shelley Long, die weit unter Wert verkauft wird“, handelt.

## Hintergrund
Im Film haben mehrere bekannte Prominente wie Kareem Abdul-Jabbar, Frankie Avalon, Annette Funicello, Cheech Marin, Ted McGinley und Pia Zadora einen Cameoauftritt.
Der Film startete am 24. März 1989 in den US-Kinos und konnte 8,5 Mio. US-Dollar einspielen.